# Stefanus V van Hongarije
Stefanus V (Hongaars: V. István, Kroatisch: Stjepan V., Slowaaks: Štefan V; voor 18 oktober 1239 – Csepel, 6 augustus 1272) was koning van Hongarije en Kroatië van 1270 tot 1272, en hertog van Stiermarken van 1258 tot 1260. Hij was de oudste zoon van koning Béla IV en Maria Laskarina. Koning Béla liet zijn zoon op zesjarige leeftijd tot koning kronen en stelde hem aan als hertog van Slavonië. In 1255 trouwde de vijftienjarige Stephanus met Elizabeth, een dochter van een hoofdman van de Koemanen, die van zijn vader toestemming hadden gekregen zich te vestigen in de Grote Hongaarse Laagvlakte.
Koning Béla stelde Stephanus in 1257 aan als hertog van Transsylvanië en in 1258 als hertog van Stiermarken. De lokale adel in Stiermarken, dat amper vier jaar daarvoor was geannexeerd, verzette zich tegen zijn regering. Bijgestaan door koning Ottokar II van Bohemen, kwamen ze in opstand en verdreven Stephanus' troepen grotendeels uit Stiermarken. Nadat Ottokar II het verenigde leger van Stefanus en zijn vader op 12 juli 1260 in de slag bij Kressenbrunn had verslagen, dwong Ottokar II de vrede van Wenen (1261) af waarbij Béla al zijn aanspraken op Stiermarken opgaf. Stefanus verliet Stiermarken en keerde terug naar Transsylvanië.
Stefanus dwong in 1262 zijn vader om alle landen van het koninkrijk Hongarije ten oosten van de Donau aan hem af te staan en nam daarop de titel van iunior rex Hungariae aan. Twee jaren later brak er een burgeroorlog uit tussen vader en zoon, omdat Stefanus Béla ervan beschuldigde van plan te zijn hem te onterven. Ze sloten een vredesverdrag in 1266, maar het vertrouwen tussen beiden zou nooit meer worden hersteld. Toen Béla op 3 mei 1270 overleed, volgde Stefanus hem zonder enige problemen te ondervinden op, hoewel zijn zus Anna en zijn vaders nauwste adviseur naar het koninkrijk Bohemen zouden vluchten. De relatie met Ottokar II was al in 1269 verslechterd door het overlijden van Ulrich III van Karinthië, die Karinthië en Krain aan Ottokar II had nagelaten. Stefanus en Ottokar II sloten weliswaar een tweejarige wapenstilstand bij Pozsony (het huidige Bratislava), doch de Hongaarse troepen vielen Oostenrijk en Stiermarken aan, waarop Ottokar II in het voorjaar van 1271 Hongarije binnenviel. Maar Stefanus kon deze inval afslaan. De zomer daarop, nam een opstandige heer Stefanus' zoon, Ladislaus, gevangen. Kort daarop zou Stefanus onverwachts ziek worden en overlijden.

## Jeugd (1239–1245)

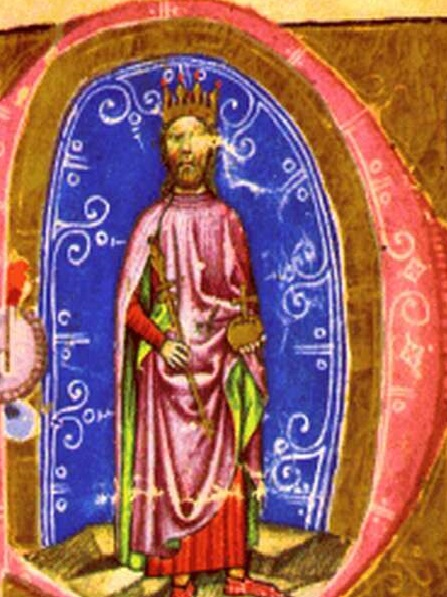
Stefanus' vader, koning Béla IV van Hongarije (uit het Chronicon Pictum).

Stefanus was het achtste kind en eerste zoon van koning Béla IV van Hongarije en diens echtgenote, Maria, een dochter van Theodoros I Laskaris, keizer van Nicea. Hij werd geboren in 1239 en aartsbisschop Robert van Esztergom zou hem op 18 oktober van dat jaar dopen. Hij werd als troonopvolger vernoemd naar Stefanus I, de eerste koning van Hongarije.
Béla en zijn familie, waaronder Stefanus, zouden Zagreb ontvluchten nadat de Mongolen op 11 april 1241 het koninklijk leger hadden vernietigd in de slag bij Mohi. De Mongolen staken in februari 1242 de bevroren Donau over en heel de koninklijke familie vluchtte naar de goed verdedigde Dalmatische stad Trogir.
De koning en zijn familie keerden in maart terug uit Dalmatië nadat de Mongolen zich onverwacht uit Hongarije hadden teruggetrokken.

## Onderkoning

### Hertog van Slavonië (1245–1257)
Een koninklijke oorkonde uit 1246 vermeldt Stefanus als "koning, en hertog van Slavonië". Béla had blijkbaar het vorige jaar zijn zoon tot onderkoning laten kronen en hem de landen tussen de Drau en de Adriatische Zee toegewezen, aldus de historici Gyula Kristó en Ferenc Makk. De aan de zevenjarige Stefanus toegewezen provinciën — Kroatië, Dalmatië en Slavonië — werden bestuurd door koninklijke gouverneurs, bans genoemd.

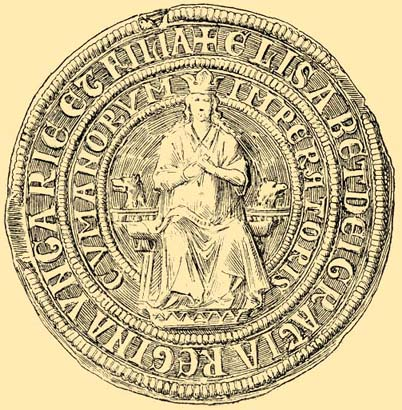
Zegel van Stefanus' echtgenote, Elizabeth van Koemanië.

In een brief aan paus Innocentius IV uit de late jaren 1240, schreef Béla IV dat "ten voordele van het christendom we onze zoon hebben doen trouwen met een Koemaans meisje". De bruid in kwestie was Elizabeth, de dochter van de leider van de Koemanen die Béla had gevraagd zich te vestigen in de laagvlakte langs de Tisza. Elizabeth was weliswaar gedoopt, maar tien Koemaanse hoofdmannen die aanwezig waren bij de ceremonie zouden desalniettemin hun gebruikelijke eed afleggen op een met een zwaard in tweeën gesneden hond.

### Hertog van Transsylvanië en Stiermarken (1257–1260)
Nadat Stefanus in 1257 de meerderjarigheid had bereikt, stelde zijn vader hem aan als hertog van Transsylvanië. Stefanus' regering in Transsylvanië was van korte duur, want zijn vader zou hem in 1258 als hertog van Stiermarken aanstellen. Stiermarken was in 1254 geannexeerd, maar de lokale heren kwamen in opstand en verdreven de door Béla IV aangestelde gouverneur, Stefanus Gutkeled, nog voor Stefanus' aanstelling. Stefanus en zijn vader zouden gezamenlijk Stiermarken binnenvallen en de rebellen onderwerpen. Naast Stiermarken, kreeg Stefanus ook twee naburige landen — Vas en Zala — in Hongarije door zijn vader toegewezen. Hij hield in de lente van 1259 een plundertocht in Karinthië, als vergelding voor de steun van hertog Ulrich III van Karinthië aan de opstandelingen in Stiermarken.
Stefanus' regering zou onpopulair blijven in Stiermarken. Met de steun van koning Ottokar II van Bohemen, kwam de lokale adel opnieuw in opstand. Stefanus kon slechts Pettau (het huidige Ptuj in Slovenië) en haar omgeving in handen houden. Op 25 juni 1260 stak Stefanus de Morava over om Ottokars rijk binnen te vallen. Zijn strijdmacht, die bestond uit Szeklers, Roemenen en Koemanen, wist een Oostenrijks leger te verslaan. Maar op 12 juli zou in de beslissende slag bij Kressenbrunn het verenigde leger van koning Béla IV en Stefanus worden verslagen, in eerste instantie omdat de hoofdmacht, die onder het bevel van koning Béla stond, te laat aankwam op het slagveld. Stefanus, die de voorhoede aanvoerde, wist ternauwernood het slagveld te ontvluchten. De vrede van Wenen, die op 31 maart 1261 werd getekend, maakte een einde aan het conflict tussen Hongarije en Bohemen, en dwong Béla IV zijn aanspraken op Stiermarken te laten varen in het voordeel van Ottokar II.

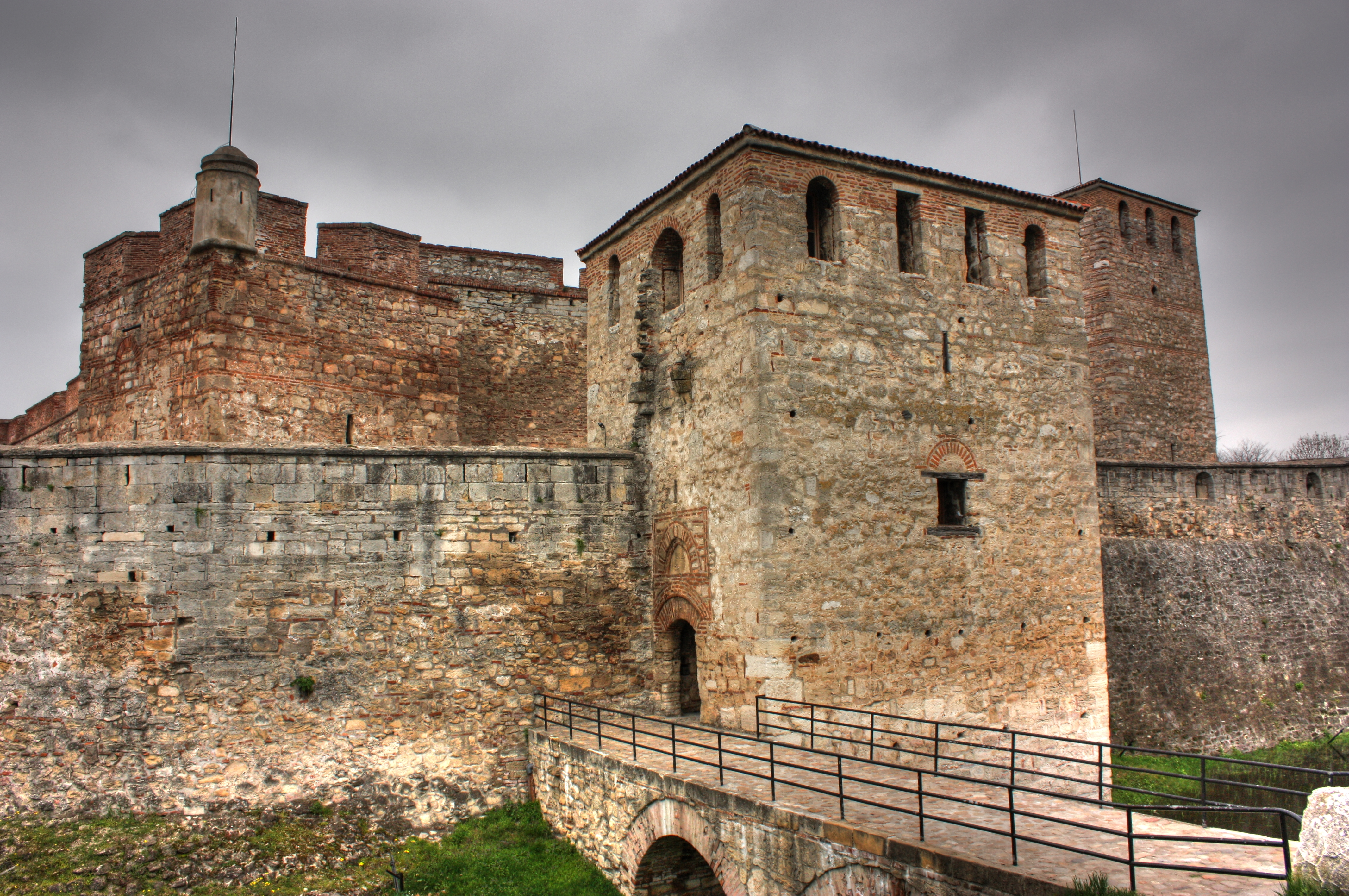
Baba Vida, het middeleeuwse fort te Vidin in Bulgarije: Stefanus nam het in 1261 in.

### Conflicten en burgeroorlog (1260–1270)
Stefanus keerde terug naar Transsylvanië en begon voor de tweede keer te regeren na 20 augustus 1260. Hij viel samen met zijn vader Bulgarije binnen en nam in 1261 Vidin in. Zijn vader keerde terug naar Hongarije, maar Stefanus zette de campagne op zijn eentje voort. Hij legde het beleg voor Lom aan de Donau en trok tot Tirnovo op in achtervolging van tsaar Constantijn Tikh van Bulgarije. Deze laatste slaagde er echter in elk treffen met de invallers te vermijden en Stefanus trok tegen het eind van het jaar zijn troepen terug uit Bulgarije.
Stefanus' relatie met Béla IV verslechterde in het begin van de jaren 1260. Stefanus' oorkondes wijzen op zijn vrees door zijn vader te worden onterfd en aan de kant te worden geschoven. Hij beschuldigde tevens enkel baronnen (die hij niet bij naam noemt) ervan de oude monarch tegen hem op te zetten. Aan de andere kant, wijzen Stefanus' oorkondes er op dat hij landschenkingen deed in Bihar, Szatmár, Ugocsa, en andere gebieden gelegen buiten Transsylvanië.

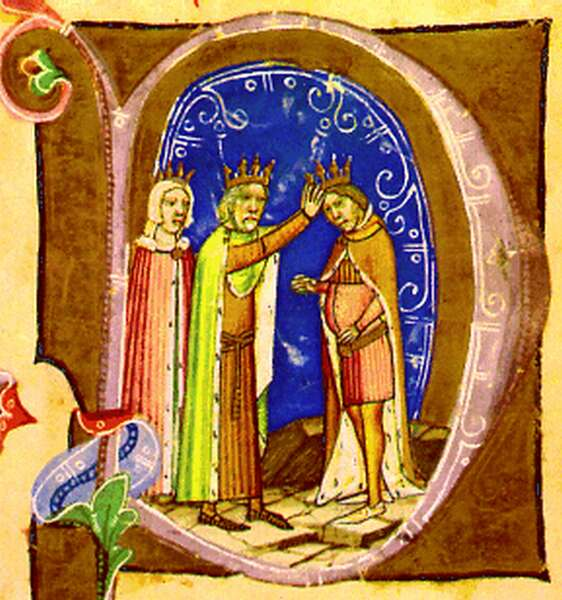
Stefanus V wordt door zijn vader, Béla IV, gekroond (uit het Chronicon Pictum).

De aartsbisschoppen Filips van Esztergom en Smaragd van Kalocsa ondernamen pogingen tot bemiddelingen nadat er in de herfst enkele schermutselingen waren geweest tussen aanhangers van beide koningen. Volgens de Vrede van Pressburg, dewelke rond 25 november werd gesloten, verdeelden Béla IV en zijn zoon Hongarije en Stefanus ontving de landen ten oosten van de Donau. Toen het verdrag op 5 december werd bevestigd, beloofde Stefanus tevens dat hij Slavonië niet zou binnenvallen hetwelk door zijn vader was geschonken aan zijn jongere broer, Béla. Bij deze gelegenheid gaf Stefanus zichzelf de titel van "onderkoning, hertog van Transsylvanië en heer van de Koemanen".
Een Bulgaarse edele, despoot Jacob Svetoslav, zocht hulp bij Stefanus nadat zijn domeinen, die gelegen waren in de regio's ten zuiden van Vidin, door Byzantijnse troepen in de tweede helft van het jaar 1263 waren veroverd. Stefanus zond versterkingen onder het bevel van Ladislaus II Kán, woiwode van Transsylvanië naar Bulgarije. De woiwode kwam tot een treffen met de Byzantijnen en verdreef hen uit Bulgarije. Stefanus schonk Vidin aan Jacob Svetoslav die zijn suzereiniteit accepteerde.
De verzoening tussen Stefanus en zijn vader was slechts van korte duur. Want Stefanus confisqueerde de domeinen van zijn moeder en zus, Anna —waaronder Beszterce (huidige Bistrița in Roemenië) en Füzér— die gelegen waren in de landen die onder zijn gezag vielen. Het leger van Béla IV stak na 1 augustus 1264 onder Anna's bevel de Donau over. Zij belegerde Sárospatak, nam het in en nam Stefanus' vrouw en kinderen gevangen. Woiwode Ladislaus Kán keerde zich tegen Stefanus en leidde een leger, hetwelk bestond uit Koemaanse strijders, naar Transsylvanië. Stefanus geraakte slaags met hem bij het fort van Déva (huidige Deva in Roemenië). De koninklijke rechter van koning Béla, Lawrence, kwam aan het hoofd van een nieuw leger aan en dwong Stefanus zich terug te trekken naar Feketehalom (huidige Codlea in Roemenië). De koninklijke rechter belegerde het fort, maar Stefanus' aanhangers wisten hen te ontzetten. Stefanus lanceerde daarop een tegenoffensief en dwong zijn vaders leger terug te trekken. Hij behaalde in maart 1265 een beslissende overwinning op zijn vader leger in de slag bij Isaszeg. De twee aartsbisschoppen bemiddelden een nieuwe verzoening tussen vader en zoon, dewelke de opdeling van het land in 1262 herbevestigde. Béla en Stefanus tekenden op 23 maart 1266 het vredesverdrag in het convent van de Heilige Maagd op Konijneneiland (huidige Margaretha-eiland in Boedapest).
Tijdens de burgeroorlog in Hongarije onderwierp Stefanus' vazal, despoot Jacob Svetoslav, zichzelf aan tsaar Constantijn Tikh van Bulgarije. In de zomer van 1266 viel Stefanus Bulgarije binnen, nam Vidin, Pleven en andere forten in en trof de Bulgaren in vijf veldslagen. Jacob Svetoslav aanvaardde opnieuw Stefanus' suzereiniteit en werd terug aangesteld in Vidin. Vanaf dan gebruikte Stefanus de titel "koning van Bulgarije" in zijn oorkondes.
Béla en Stefanus bevestigden in 1267 tezamen de vrijheden van de "koninklijke dienaren", die van toen af aan bekend stonden als edelmannen. Een dubbele huwelijksalliantie in 1269 tussen Stefanus en koning Karel I van Sicilië—Stefanus' zoon, Ladislaus huwde Karels dochter, Elisabeth, en Karels gelijknamige zoon trouwde met Stefanus' dochter, Maria—verstevigde Stefanus' internationale positie. Het vertrouwen werd echter nooit meer hersteld tussen Béla en Stefanus. Op zijn sterfbed verzocht de oude koning aan koning Ottokar II van Bohemen om na zijn dood bescherming te bieden aan zijn dochter Anna en zijn aanhangers.

## Regering (1270–1272)

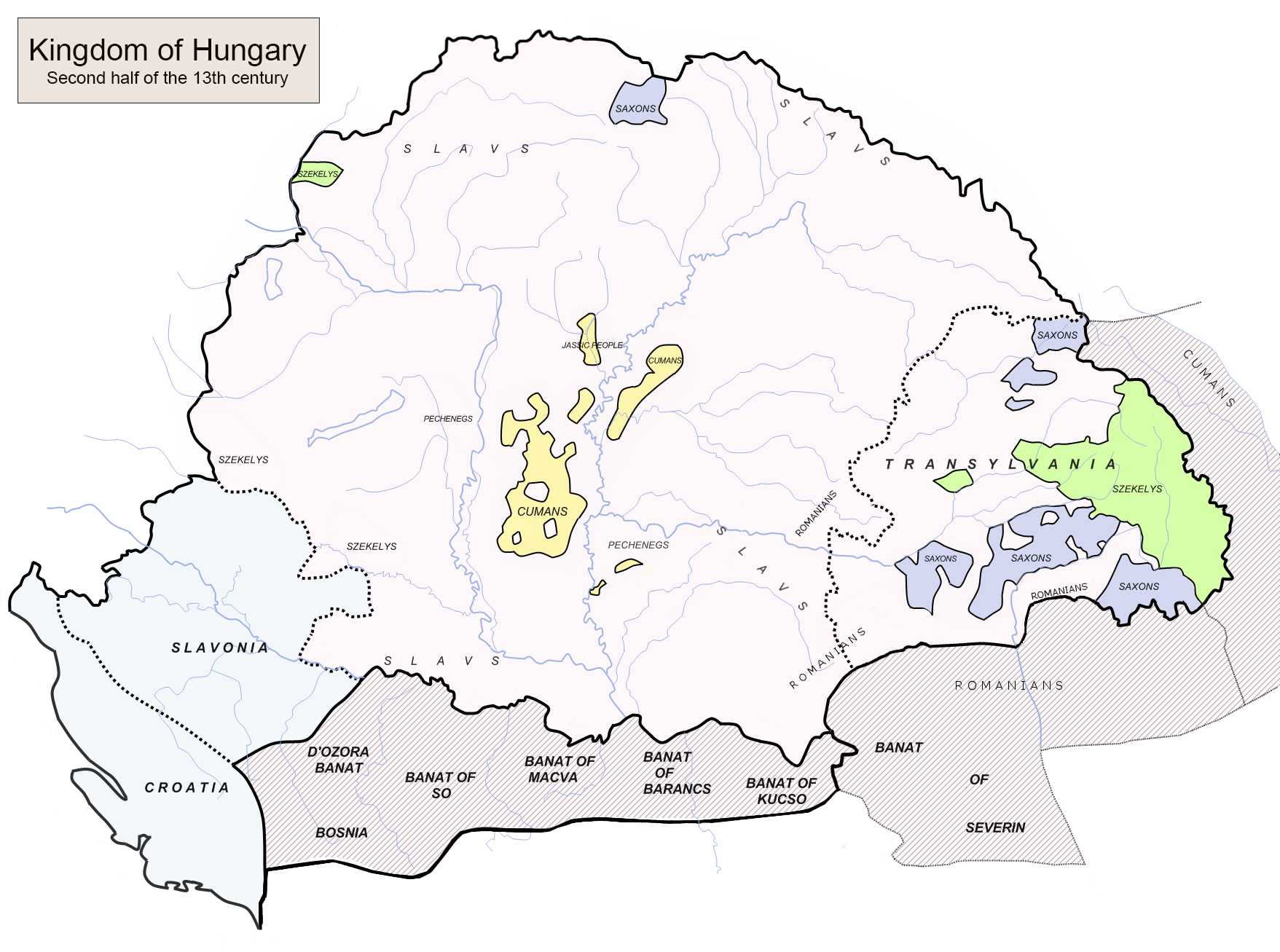
Het koninkrijk Hongarije in de tweede helft van de 13e eeuw.

Béla IV stierf op 3 mei 1270. Zijn dochter, Anna, maakte zich meester van de koninklijke schatkist en vluchtte ermee naar Bohemen. Henry Kőszegi, Nicholas Geregye en Lawrence Aba—Béla's meest trouwe adviseurs —volgde haar en droegen Kőszeg, Borostyánkő (Bernstein in Oostenrijk) en hun andere kastelen langs de westelijke grens over aan Ottokar II. Stefanus benoemde zijn eigen aanhangers in de hoogste ambten: zo werd bijvoorbeeld, Joachim Gutkeled de Ban van Slavonië, en Matthew Csák werd aangesteld als woiwode van Transsylvanië. Stefanus schonk het graafschap Esztergom aan aartsbisschop Filips die hem op of kort na 17 mei tot koning kroonde in Esztergom.
De Poolse kroniekschrijver Jan Długosz schrijft dat Stefanus "een pelgrimstocht naar de graftombe van Sint-Stanisław" in Krakau maakte en zijn schoonbroer, Bolesław de Kuise, hertog van Krakau, bezocht eind augustus. De twee monarchen hernieuwden "de oude alliantie tussen Hongarije en Polen" en traden in een alliantie "om dezelfde vrienden en dezelfde vijanden te hebben". Stefanus had ook een ontmoeting met Ottokar II op een eiland in de Donau nabij Pressburg (huidige Bratislava in Slovakije), maar ze sloten slechts een wapenstilstand.
Stefanus lancheerde een plundertocht in Oostenrijk omstreeks 21 december. Koning Ottokar viel in april 1271 de landen ten noorden van de Donau binnen en nam een aantal forten in, waaronder Dévény (huidige Devín in Slovakije), Pressburg en Nagyszombat (huidige Trnava in Slovakije). Ottokar had een treffen met Stefanus te Pressburg op 9 mei, en in Mosonmagyaróvár op 15 mei, maar Stefanus won op 21 mei uiteindelijk de beslissende slag bij de Rábca. Ottokar trok zich terug uit Hongarije en Stefanus achtervolgde zijn troepen tot aan Wenen. De gezanten van de beide koningen kwamen op 2 juli 1271 tot een overeenkomst in Pressburg. In dit verdrag beloofde Stefanus dat hij Ottokars tegenstanders in Karinthië niet zou bijstaan, en Ottokar deed afstand van de kastelen die hij en zijn aanhangers in handen hadden in Hongarije. De Hongaren heroverden kort daarop Kőszeg, Borostyánkő en andere forten langs de westelijke grens van Hongarije.

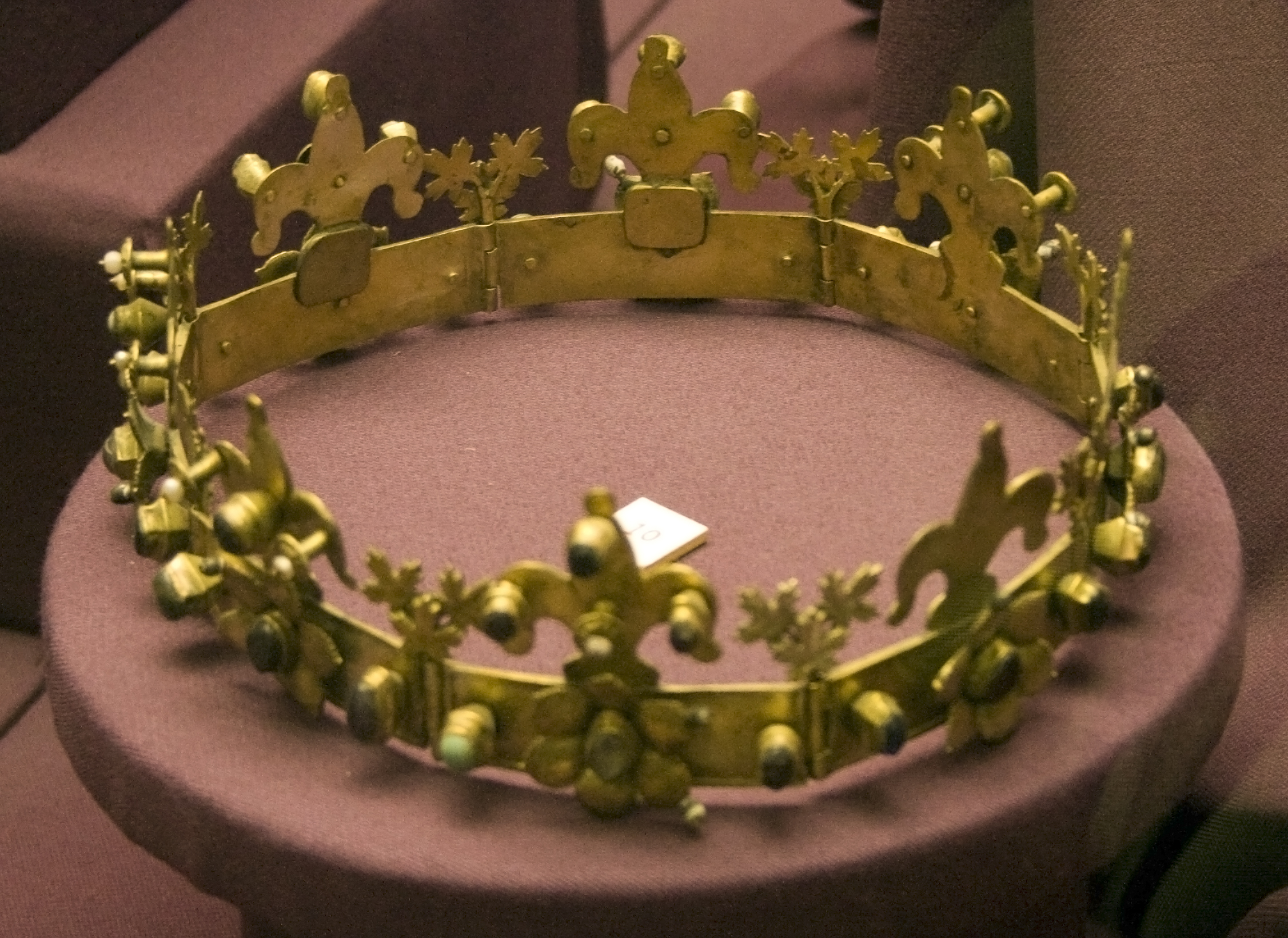
Stefanus' begrafeniskroon.

Volgens het heiligenleven van Stefanus' zus, Margaretha, die op 18 mei 1270 was overleden, was Stefanus aanwezig bij het eerste aan haar toegeschreven mirakel op de eerste verjaardag van haar overlijden. Stefanus zou in 1271 zelfs Margaretha's canonisatie initiëren bij de Heilige Stoel. In datzelfde jaar schonk Stefanus stadsrechten aan de burgers van Győr. Hij bevestigde ook de vrijheden van de Saksische "gasten" in de regio Szepesség (huidige Spiš in Slowakije), wat bijdroeg tot hun ontwikkeling als autonome gemeenschap. Aan de andere kant beschermde Stefanus de rechten van de aartsbisschop van Esztergom tegen de conditionele edelen van het aartsbisdom die trachtten onder hun verplichtingen onderuit te komen.
Ban Joachim Gutkeled kidnapte Stefanus' tien jaar oude zoon en erfgenaam, Ladislaus en sloot hem op in het kasteel van Koprivnica in de zomer van 1272. Stefanus belegerde het fort, maar kon het niet innemen. Stefanus werd ziek en werd naar het het eiland Csepel gebracht. Hij stierf op 6 augustus 1272. Stefanus werd begraven nabij de graftombe van zijn zus Margaretha, in het klooster van de Heilige Maagd op Konijneneiland.

## Familie
De oudste dochter was Maria van Hongarije (1257-1323), die huwde met Karel II van Napels. Volgens de historicus Gyula Kristó was Stefanus' derde (naamloze) dochter de vrouw van despoot Jacob Svetoslav. Stefanus' derde (of vierde) dochter, Elizabeth, die werd geboren omstreeks 1260, werd een Dominicanes in het klooster van de Heilige Maagd op Margaretha-eiland. Ze werd er in 1277 aangesteld tot priores, maar haar broer, Ladislaus, kidnapte haar en huwde haar in 1288 uit aan een Tsjechische baron, Zavis van Falkenstein. Stefanus' jongste dochter, Anna, werd geboren omstreeks 1260. Zij trouwde met Andronikos Palaiologos, zoon en erfgenaam van de Byzantijnse keizer, Michaël VIII.
Stefanus' eerste zoon Ladislaus werd geboren in 1262. Hij volgde zijn vader op in 1272. Stefanus' jongste kind, Andrew, werd geboren in 1268 en stierf op 10-jarige leeftijd.

## Historische bronnen
- Jan Długosz, The Annals of Jan Długosz, trad. M. Michael - com. P. Smith, Chichester, 1997. ISBN 1901019004